# Joseph de Mesgrigny
Joseph de Mesgrigny OFMCap (* 9. April 1653 in Aix-en-Provence; † 2. März 1726 in Grasse) war ein französischer Bischof.

## Leben
Joseph-Ignace-Jean-Baptiste de Mesgrigny (auch: Mégrigny) war der Sohn eines Aixer Staatsrats. Sein aus Troyes stammender Vater, Jean Marquis de Mesgrigny, war Erster Präsident des Parlements in Aix gewesen. Ein Onkel, Mathieu de Mesgrigny, war Abt der Zisterzienserabtei Pontigny.
Er schlug zunächst eine militärische Laufbahn ein, gab die Offizierskarriere aber auf und trat in den Kapuzinerorden ein, wo er am 24. März 1672 die Profess ablegte und den Ordensnamen Athanasius annahm. Schon am 6. August 1672, also kurz nach dem Eintritt in den Orden, hatte er in Paris ein Lizentiat in Kirchenrecht erlangt. Am 20. September 1681 zum Priester geweiht, durchlief er in den nächsten dreißig Jahren mehrere Ämter (Guardian, Novizenmeister, Visitator, Provinzial), bevor ihn der König schließlich 1711 zum Bischof von Grasse, einem der abgelegensten Bistümer des Königreichs, und zum Apostolischen Vikar von Antibes ernannte. Die Bischofsweihe nahm am 20. Dezember 1711 in Paris Kardinal Armand I. Gaston Maximilien de Rohan-Soubise vor. Er starb 1726 im Alter von 72 Jahren. Laut Hugues Du Tems war er einer der tugendhaftesten Prälaten seiner Zeit.

## Schriften
- La doctrine chrétienne ou instructions en forme de catéchisme sur les devoirs du chrétien. Lyon 1713.